# Juana de Arco (película de 1948)
Juana de Arco (título original: Joan of Arc) es una película estadounidense de 1948, englobada dentro del género épico hagiográfico, dirigida por Victor Fleming y protagonizada por Ingrid Bergman en el papel del ícono religioso francés y heroína de guerra. La cinta fue producida por Walter Wanger. Está basada en la obra de teatro Joan of Lorraine de Maxwell Anderson, exitosamente representada en Broadway y que también protagonizaba Bergman, y fue adaptada a la pantalla por el propio Anderson, en colaboración con Andrew Solt.

## Argumento
A diferencia de la obra Joan of Lorraine, que es un drama que muestra cómo la historia de Juana afecta a un grupo de actores que la interpretan, la película narra directamente la vida de la heroína francesa. Comienza con un plano obviamente pintado del interior de una basílica con un rayo de luz, que posiblemente desciende del cielo, brillando hacia abajo desde el techo, y una solemne voz fuera de la pantalla pronunciando la canonización de la Doncella de Orleans. Luego, se muestra en la pantalla la página inicial de lo que parece ser un manuscrito de la iglesia que narra la vida de Juana en Latín, mientras que una voz (del actor Shepperd Strudwick) establece la historia. La historia de Juana comienza entonces, desde el momento en que se convence de que ha sido llamada por orden divina a salvar a Francia, hasta que es ejecutada en la hoguera a manos de los ingleses y los borgoñones.

## Reparto
| En Domrémy, lugar de nacimiento de Juana en Lorena en diciembre de 1428 - Ingrid Bergman como Juana de Arco - Selena Royle como Isabelle de Arco, su madre - Robert Barrat como Jacques de Arco, su padre - Jimmy Lydon como Pierre de Arco, su hermano pequeño - Rand Brooks como Jean de Arco, su hermano mayor - Roman Bohnen como Durand Laxart, su tío En Vaucouleurs, en febrero de 1429 - Irene Rich como Catherine le Royer, su amiga - Nestor Paiva como Henri le Royer, marido de Catherine - Richard Derr como Jean de Metz, un caballero - Ray Teal como Bertrand de Poulengy, un escudero - David Bond como Jeun Fournier, cura de Vaucouleurs - George Zucco como Alguacil de Clervaux - George Coulouris como Sir Robert de Baudricourt, Gobernador de Vaucouleurs La Corte de Carlos VII en Chinon, marzo de 1429 - John Emery como Jean, Duque de Alencon, primo de Carlos - Gene Lockhart como Georges de la Trémoille, consejero principal del Delfín - Nicholas Joy como Regnault de Chartres, Arzobispo de Reims y Canciller de Francia - Richard Ney como Charles de Bourbon, Duque de Clermont - Vincent Donohue como Alain Chartier, poeta de la Corte - José Ferrer como el Delfín, Carlos VII, posteriormente Rey de Francia El ejército en el Sitio de Orleans, mayo de 1429 - Leif Erickson como Dunois, bastardo de Orleans - John Ireland como Jean de la Boussac (St. Severe), un capitán - Henry Brandon como Gilles de Rais, un capitán - Morris Ankrum como Jean Poton de Xaintrailles, un capitán - Tom Brown Henry como Raoul de Gaucourt, un capitán - Gregg Barton como Louis d'Culan, un capitán - Ethan Laidlaw como Jean d'Aulon, su escudero - Hurd Hatfield como el Padre Pasquerel, su capellán - Ward Bond como La Hire, un capitán | El enemigo - Frederick Worlock como Juan de Lancaster, Duque de Bedford, regente de Inglaterra - Dennis Hoey como Sir William Glasdale - Colin Keith-Johnston como Felipe el Bueno, Duque de Borgoña - Mary Currier como Jeane, condesa de Luxemburgo - Ray Roberts como Lionel de Wandomme, capitán Borgoñon - J. Carrol Naish como Juan, Conde de Luxemburgo, su captor El juicio en Ruan, 21 de febrero al 30 de mayo de 1431 - Francis L. Sullivan como el Obispo Pierre Cauchon de Beauvais, conductor del juicio - Shepperd Strudwick como el Padre Jean Massieu, su alguacil - Taylor Holmes como el Obispo de Avranches - Alan Napier como el Conde de Warwick - Philip Bourneuf como Jean d'Estivet, un fiscal - Aubrey Mather como Jean de La Fontaine - Herbert Rudley como Thomas de Courcelles, un fiscal - Frank Puglia como Nicolas de Houppeville, un juez - William Conrad como Guillaume Erard, un fiscal - John Parrish como Jean Beaupere, un juez - Victor Wood como Nicolas Midi, un juez - Houseley Stevenson como el Cardenal de Winchester - Jeff Corey como su guardián - Bill Kennedy como Thierache, su verdugo - Cecil Kellaway como Jean Le Maistre, Inquisidor de Ruan - Louis Payne como el juez Thibault (no acreditado) |

## Producción

### Desarrollo
Juana de Arco fue rodada entre 1947 y 1948 por una compañía independiente, Sierra Pictures, creada especialmente para esta producción. La filmación comenzó el 16 de septiembre de 1947 y fue rodada principalmente en los estudios Hal Roach Studios, con localizaciones en el área de Los Ángeles.
Esta fue la única película producida por Sierra Pictures.

### Casting
Bergman llevaba muchos años presionando para interpretar a Juana y esta película fue considerada como un sueño por ella. Recibió críticas variadas y una taquilla menor a la esperada, aunque claramente no fue un "desastre financiero" como se suele afirmar. Donald Spoto, en una biografía de Ingrid Bergman, incluso afirma que "a pesar de las quejas de los críticos, la película recuperó su inversión con un beneficio sólido".
La película es considerada por algunos como el comienzo de un período de bajón en la carrera de la actriz que duraría hasta que hizo Anastasia en 1956. En abril de 1949, cinco meses después de la premier de la película, y antes de su estreno al público, la revelación de la relación extramarital de Bergman con el director italiano Roberto Rossellini detuvo temporalmente su carrera cinematográfica estadounidense. La película de casi dos horas y media se editó drásticamente para su lanzamiento, y no se restauró a su longitud original hasta casi cincuenta años más tarde.
Bergman y su coprotagonista  José Ferrer (haciendo su primera aparición en el cine e interpretando al Delfín) recibieron nominaciones al Óscar por sus interpretaciones. La película fue el último proyecto del director Victor Fleming, ya que murió dos meses después de su lanzamiento.
En la biografía del director escrita en 2008 por Michael Sragow, afirma que Fleming, quien, según Sragrow, estaba románticamente involucrado con Ingrid Bergman en ese momento, estaba profundamente descontento con el producto terminado, e incluso lloró al verlo por primera vez.. Sragrow especula que la decepción de la relación fallida y el fracaso de la película pudieron haber llevado al fatal ataque al corazón de Fleming, pero no hay evidencia real para apoyar esto. Mientras que los críticos contemporáneos pudieron haber estado de acuerdo con la evaluación de Fleming de Juana de Arco, las revisiones más recientes de la versión completa restaurada en DVD no lo hacen.

## Lanzamiento

### Lanzamiento original
La película fue lanzada por primera vez en noviembre de 1948 por RKO. Cuando la película fue acortada para su lanzamiento general en 1950, se cortaron 45 minutos; fue distribuida, no por RKO, sino por una compañía llamada Balboa Film Distributors, la misma compañía que relanzó la película de Alfred Hitchcock Under Capricorn, también protagonizada por Ingrid Bergman.

### Restauración
La versión completa de 145 minutos de "Juana de Arco" permaneció sin ser vista en los Estados Unidos durante aproximadamente cuarenta y nueve años. Aunque los negativos completos en Technicolor permanecieron almacenados en Hollywood, se pensó que la banda de sonido original se había perdido. La película fue restaurada en 1998 después de que se encontrara una copia sin cortes en perfecto estado en Europa, que contenía la única copia conocida de la banda sonora completa. Cuando finalmente apareció en DVD, la versión completa restaurada fue aclamada por los críticos de películas en línea como muy superior a la versión editada. Fue lanzado en DVD en 2004.
La versión editada tuvo su primer pase por televisión en la cadena CBS la noche del 12 de abril de 1968 (un fin de semana de Pascua). Aunque la versión completa e inédita de la película fue programada para ser emitida por la televisión estadounidense por primera vez el 13 de febrero de 2011, en el canal Turner Classic Movies y con una ventana de transmisión de 2 horas y media, fue finalmente retirada y la versión editada de 100 minutos fue emitida más adelante, el domingo 27 de febrero. Sin embargo, la versión completa fue emitida finalmente por el canal el 13 de marzo de 2011. Esta fue la primera vez que la versión completa no editada fue emitida en la televisión estadounidense. Desde entonces, ha sido emitida varias veces por TCM y parece haber sustituido a la versión editada.

### Diferencias entre versiones
Hay varias diferencias entre la versión completa de la película y la versión editada y recortada. 
- Una diferencia que se nota inmediatamente es que, de hecho, hay un fragmento del juicio de Juana durante la narración de apertura en la versión editada, mientras que en la versión completa, los eventos de la vida de Juana se muestran en orden cronológico. La narración es más detallada en la versión editada que en la versión completa, y gran parte de ella se usa para cubrir las interrupciones en la continuidad causadas por la severa edición.
- La versión editada omite las escenas cruciales que son importantes para una comprensión psicológica de la narración, como la mención de un sueño que tiene el padre de Juana en el que predice la campaña contra los ingleses. Cuando Juana se entera del sueño, se convence de que se le ordena divinamente expulsar a los ingleses de Francia.
- Gran parte de los primeros diez minutos de la película, una sección que muestra a Juana rezando en el santuario de Domrémy, seguida de una cena familiar y una conversación que lleva a la mención del sueño, no están en la versión editada.
- En la versión completa de 145 minutos, la narración solo se escucha al comienzo de la película, y no hay interrupciones repentinas en la continuidad.
- Personajes enteros, como el padre de Juana (interpretado por Robert Barrat) o el padre Pasquerel (interpretado por Hurd Hatfield) son omitidos parcial o totalmente de la versión editada.
- Incluso los créditos de apertura son algo diferentes y duran aproximadamente dos minutos más. En la versión editada, la historia comienza después de la aparición del crédito del director, Victor Fleming; mientras que en la versión completa, después del crédito del director, aparece en pantalla una tarjeta que dice "Los jugadores", después de la cual aparecen todos los actores, tanto los principales como los secundarios, así como los personajes que interpretan, enumerándose por orden de aparición y en grupos (por ejemplo, "En Domrémy", "En Chinon", etc.), al igual que ocurre en la otra gran película épica de Fleming, Lo que el viento se llevó. Más de treinta de los actores están en la lista.

La versión editada podría considerarse más cinematográfica gracias al uso de mapas y narraciones en off para explicar la situación política en Francia. (En la versión completa, la familia de Joan discute la situación política durante la cena). La versión completa, aunque no se presentó como una obra dentro de la obra, como ocurría en la versión teatral, se asemeja sin embargo a una adaptación de escenario a película, hace un gran uso del diálogo original de Maxwell Anderson, y puede parecer, para algunos, teatral en su método de presentación, a pesar de tener una representación realista del Sitio de Orleans.

## Recepción

### Crítica
Una de las críticas modernas de la película es que Bergman, que contaba entonces con 33 años, tenía casi el doble de edad que la verdadera Juana de Arco; la actriz sueca volvería a interpretarla años más tarde (ya con 39 años) en la película italiana de 1954, Juana de Arco en la hoguera. Sin embargo, los críticos de 1948 no se opusieron a esto; era, y sigue siendo, algo común para una actriz mayor interpretar a una adolescente, como hizo por ejemplo la joven de 24 años Jennifer Jones en la película de 1943 La canción de Bernadette, por la que ganó el Óscar a la mejor actriz. En esos tiempos, los niños también eran interpretados a veces por actores mayores; la jovencita de 16 años, Judy Garland, había interpretado muy convincentemente a la niña de doce años de edad Dorothy Gale en tel clásico de 1939 El mago de Oz, otra película dirigida por Victor Fleming; y Charlotte Henry, que tenía 19 años entonces, interpretó el papel de Alicia en Alicia en el país de las maravillas en 1933.
Varios críticos contemporáneos critican la película por ser lenta y orientada al diálogo, como por ejemplo Leonard Maltin, quien aún no ha revisado la versión completa; él ha dicho que "no hay suficiente espectáculo para equilibrar las secuencias habladas"..

### Taquilla
La película fue uno de los mayores éxitos del año y recaudó 4,1 millones de dólares en los Estados Unidos. Sin embargo, debido al alto costo, registró unas pérdidas de $2,480,436.

### Premios
Premios de la Academia y nominaciones
- Mejor actriz (nominación) — Ingrid Bergman[14]
- Mejor actor de reparto (nominación) — José Ferrer
- Mejor diseño de vestuario (Color) — Barbara Karinska, Dorothy Jeakins
- Mejor fotografía (Color) — Joseph Valentine, William Skall, Winton Hoch
- Mejor montaje (nominación) — Frank Sullivan
- Mejor dirección artística y decoración (Color) (nominación) — Richard Day, Edwin Casey Roberts, Joseph Kish
- Mejor banda sonora - Drama o Comedia (nominación) — Hugo Friedhofer
- Óscar honorífico - Walter Wanger "por su distinguido servicio a la industria al aumentar su valor moral dentro de la comunidad mundial, gracias a la producción de la película Juana de Arco". (Wanger rechazó el premio en protesta por la ausencia de la cinta en la categoría de Mejor Película.)

## En otros medios

### Cómic
- Magazine Enterprises: Joan of Arc (1949)[15]